# Seznam italijanskih tenisačev
Seznam italijanskih tenisačev.

## A
- Franco Agamenone
- Federica Arcidiacono
- Andrea Arnaboldi
- Matteo Arnaldi
- Enzo Artoni

## B
- Filippo Baldi
- Gioia Barbieri
- Alessandro Bega
- Matteo Berrettini
- Jessica Bertoldo
- Massimo Bertolini
- Astrid Besser
- Simone Bolelli
- Daniele Bracciali
- Nuria Brancaccio
- Cristian Brandi
- Lucia Bronzetti
- Nastassja Burnett

## C
- Omar Camporese
- Francesco Cancellotti
- Paolo Canè
- Cristiano Caratti
- Salvatore Caruso
- Marco Cecchinato
- Deborah Chiesa
- Flavio Cipolla
- Nicole Clerico
- Elisabetta Cocciaretto
- Marco Crugnola

## D
- Corinna Dentoni
- Chiara De Vito
- Matteo Donati

## E
- Silvia Farina Elia
- Sara Errani

## F
- Thomas Fabbiano
- Fabio Fognini
- Renzo Furlan

## G
- Federico Gaio
- Tathiana Garbin
- Laura Garrone
- Giulia Gatto-Monticone
- Andrea Gaudenzi
- Riccardo Ghedin
- Alessandro Giannessi
- Camila Giorgi
- Lorenzo Giustino
- Laura Golarsa
- Rita Grande
- Anastasia Grymalska

## I
- Stefano Ianni

## K
- Karin Knapp

## L
- Paolo Lorenzi

## M
- Gianluca Mager
- Roberto Marcora
- Alice Matteucci
- Evelyn Mayr
- Giulio di Meo
- Umberto De Morpurgo
- Lorenzo Musetti

## N
- Stefano Napolitano
- Diego Nargiso
- Mose Navarra

## O
- Gianni Ocleppo

## P
- Giulia Pairone
- Adriano Panatta
- Jasmine Paolini
- Flavia Pennetta
- Stefano Pescosolido
- Nicola Pietrangeli
- Gianluca Pozzi

## Q
- Gianluigi Quinzi

## R
- Anna Remondina
- Camilla Rosatello

## S
- Davide Sanguinetti
- Vincenzo Santopadre
- Federica Di Sarra
- Francesca Schiavone
- Andreas Seppi
- Sabina Simmonds
- Jannik Sinner
- Orlando Sirola
- Lorenzo Sonego
- Dalila Spiteri
- Potito Starace
- Valentina Sulpizio

## T
- Laurence Tieleman
- Stefano Travaglia
- Martina Trevisan
- Matteo Trevisan

## V
- Luca Vanni
- Andrea Vavasorri
- Alice Vicini
- Uros Vico
- Roberta Vinci
- Matteo Viola
- Chiara De Vito
- Filippo Volandri

## Z
- Giulio Zeppieri